# Bogdan Grzejszczak
Bogdan Grzejszczak (* 2. Juni 1950 in Piotrków Trybunalski) ist ein ehemaliger polnischer Leichtathlet.
1976 erreichte über 200 m bei den Olympischen Spielen in Montreal den sechsten Platz. Mit der 4-mal-100-Meter-Staffel belegte er den vierten Platz. 1975 war er polnischer Meister über 200 m. Er startete für seinen Heimatverein Górnik Zabrze.

## Persönliche Bestzeiten
- 100 m: 10,37 s, 1976
- 200 m: 20,91 s, 1976